# Liste des sites et monuments naturels de Madagascar
Cet article recense les sites et monuments naturels de Madagascar.

## Liste
| Monument                                                                     | Province                                      | Localité                       | Adresse | Coordonnées    | Identifiant | Date | Illustration                              |
| ---------------------------------------------------------------------------- | --------------------------------------------- | ------------------------------ | ------- | -------------- | ----------- | ---- | ----------------------------------------- |
| Vestiges de forêt primitive                                                  | Région Diana, Province d'Antsiranana          | Analamera                      |         | À géolocaliser |             |      | Image manquante · Verser une photographie |
| Peuplements de baobabs                                                       | Région Diana, Province d'Antsiranana          | Ambohibozy                     |         | À géolocaliser |             |      | Image manquante · Verser une photographie |
| Falaise                                                                      | Région Diana, Province d'Antsiranana          | Cap d'Ambre                    |         | À géolocaliser |             |      | Image manquante · Verser une photographie |
| Falaises ruiniformes                                                         | Région Diana, Province d'Antsiranana          | Windsor Castle et Dower Castle |         | À géolocaliser |             |      | Image manquante · Verser une photographie |
| Falaise et point de vue                                                      | Région Diana, Province d'Antsiranana          | Anosiravo                      |         | À géolocaliser |             |      | Image manquante · Verser une photographie |
| Falaise et grotte                                                            | Région Diana, Province d'Antsiranana          | Cap Diego                      |         | À géolocaliser |             |      | Image manquante · Verser une photographie |
| Site naturel                                                                 | Région Diana, Province d'Antsiranana          | Ilot du Pain de sucre          |         | À géolocaliser |             |      | Image manquante · Verser une photographie |
| Site naturel                                                                 | Région Diana, Province d'Antsiranana          | Ilot des Aigrettes             |         | À géolocaliser |             |      | Image manquante · Verser une photographie |
| Site naturel                                                                 | Région Diana, Province d'Antsiranana          | Ilot de Sépulcre               |         | À géolocaliser |             |      | Image manquante · Verser une photographie |
| Grande cascade et la cascade des Roussettes                                  | Région Diana, Province d'Antsiranana          | Massif d'Ambre                 |         | À géolocaliser |             |      | Image manquante · Verser une photographie |
| chutes                                                                       | Région Diana, Province d'Antsiranana          | Mahavavy                       |         | À géolocaliser |             |      | Image manquante · Verser une photographie |
| cascade et source thermale                                                   | Région Diana, Province d'Antsiranana          | Andranomandevy                 |         | À géolocaliser |             |      | Image manquante · Verser une photographie |
| Lacs de volcan, lac Mahery, petit lac, grand lac, lac de l'Etape, lac Texier | Région Diana, Province d'Antsiranana          | Massif d'Ambre                 |         | À géolocaliser |             |      | Image manquante · Verser une photographie |
| Grottes                                                                      | Région Diana, Province d'Antsiranana          | Orangea                        |         | À géolocaliser |             |      | Image manquante · Verser une photographie |
| Grottes                                                                      | Région Diana, Province d'Antsiranana          | Ankara                         |         | À géolocaliser |             |      | Image manquante · Verser une photographie |
|                                                                              | Sofia, Province de Majunga                    | [[]]                           |         | À géolocaliser |             |      | Image manquante · Verser une photographie |
|                                                                              | Betsiboka, Province de Majunga                | [[]]                           |         | À géolocaliser |             |      | Image manquante · Verser une photographie |
|                                                                              | Boeny, Province de Majunga                    | [[]]                           |         | À géolocaliser |             |      | Image manquante · Verser une photographie |
|                                                                              | Melaky, Province de Majunga                   | [[]]                           |         | À géolocaliser |             |      | Image manquante · Verser une photographie |
|                                                                              | Bongolava, Province d'Antananarivo            | [[]]                           |         | À géolocaliser |             |      | Image manquante · Verser une photographie |
|                                                                              | Itasy, Province d'Antananarivo                | [[]]                           |         | À géolocaliser |             |      | Image manquante · Verser une photographie |
|                                                                              | Analamanga, Province d'Antananarivo           | [[]]                           |         | À géolocaliser |             |      | Image manquante · Verser une photographie |
|                                                                              | Vakinankaratra, Province d'Antananarivo       | [[]]                           |         | À géolocaliser |             |      | Image manquante · Verser une photographie |
|                                                                              | Amoron'i Mania, Province de Fianarantsoa      | [[]]                           |         | À géolocaliser |             |      | Image manquante · Verser une photographie |
|                                                                              | Haute Matsiatra, Province de Fianarantsoa     | [[]]                           |         | À géolocaliser |             |      | Image manquante · Verser une photographie |
|                                                                              | Menabe, Province de Toliara                   | [[]]                           |         | À géolocaliser |             |      | Image manquante · Verser une photographie |
|                                                                              | Ihorombe, Province de Fianarantsoa            | [[]]                           |         | À géolocaliser |             |      | Image manquante · Verser une photographie |
|                                                                              | Atsimo-Andrefana, Province de Toliara         | [[]]                           |         | À géolocaliser |             |      | Image manquante · Verser une photographie |
|                                                                              | Androy, Province de Toliara                   | [[]]                           |         | À géolocaliser |             |      | Image manquante · Verser une photographie |
|                                                                              | Anôsy, Province de Toliara                    | [[]]                           |         | À géolocaliser |             |      | Image manquante · Verser une photographie |
|                                                                              | Alaotra-Mangoro, Province de Tamatave         | [[]]                           |         | À géolocaliser |             |      | Image manquante · Verser une photographie |
|                                                                              | Alaotra-Mangoro, Province de Tamatave         | [[]]                           |         | À géolocaliser |             |      | Image manquante · Verser une photographie |
|                                                                              | Atsinanana, Province de Tamatave              | [[]]                           |         | À géolocaliser |             |      | Image manquante · Verser une photographie |
|                                                                              | Atsinanana, Province de Tamatave              | [[]]                           |         | À géolocaliser |             |      | Image manquante · Verser une photographie |
|                                                                              | Atsimo-Atsinanana, Province de Tamatave       | [[]]                           |         | À géolocaliser |             |      | Image manquante · Verser une photographie |
|                                                                              | Atsimo-Atsinanana, Province de Tamatave       | [[]]                           |         | À géolocaliser |             |      | Image manquante · Verser une photographie |
|                                                                              | Atsimo-Atsinanana, Province de Tamatave       | [[]]                           |         | À géolocaliser |             |      | Image manquante · Verser une photographie |
|                                                                              | Vatovavy-Fitovinany, Province de Fianarantsoa | [[]]                           |         | À géolocaliser |             |      | Image manquante · Verser une photographie |
|                                                                              | Vatovavy-Fitovinany, Province de Fianarantsoa | [[]]                           |         | À géolocaliser |             |      | Image manquante · Verser une photographie |
|                                                                              | Vatovavy-Fitovinany, Province de Fianarantsoa | [[]]                           |         | À géolocaliser |             |      | Image manquante · Verser une photographie |
|                                                                              | Vatovavy-Fitovinany, Province de Fianarantsoa | [[]]                           |         | À géolocaliser |             |      | Image manquante · Verser une photographie |
|                                                                              | Vatovavy-Fitovinany, Province de Fianarantsoa | [[]]                           |         | À géolocaliser |             |      | Image manquante · Verser une photographie |
|                                                                              | Vatovavy-Fitovinany, Province de Fianarantsoa | [[]]                           |         | À géolocaliser |             |      | Image manquante · Verser une photographie |
|                                                                              | Vatovavy-Fitovinany, Province de Fianarantsoa | [[]]                           |         | À géolocaliser |             |      | Image manquante · Verser une photographie |